# پادشاه ایجیناشی
ای‌جین‌آشی (به کره‌ای: 이진아시왕) اولین فرمانروای ته‌گایا بود. در مورد زمان دقیق تولد او اطلاعات دقیقی در دست نیست. او برادر ناتنی پادشاه سورو بنیانگذار گومگوان گایا بود که این دو با اتحاد با یکدیگر اتحادیۀ گایا را پایه‌گذاری کردند.

## فرمانروایی ته‌گایا
بنیانگذاران ته‌گایا ای‌جین‌آشی و هائوتئوم هستند. حکومت ته‌گایا ۵۲۰ سال برقرار بود این فرمانروایی از حکومت یی‌جین‌آشی آغاز شد و پس از او ۱۵ پادشاه دیگر نیز حکومت کردند که آخرین آنها دوسئوی جی بود. از ۱۶ فرمانروای ته‌گایا فقط ۵ تن از آنها مطرح هستند. که اولین آنها یی‌جین‌آشی پادشاه نهم ینوئ و پادشاهان بعدی دوسئوی جی و پادشاه هاجی هستند. ای‌جین‌آشی جانگسانگ بوک را به عنوان مقر فرمانروایی ته‌گایا انتخاب کرد. او با دختری به نام بودل ازدواج کرد و اولین پسرش را به عنوان جانشین خود و دومین حاکم ته‌گایا برگزید. ته‌گایا پس از ۵۲۰ سال در سال ۵۶۲ میلادی در زمان پادشاهی امپراتور هاجی از ارتش شیلا شکست خورد و فرمانروا هاجی سقوط کرد.

## در فرهنگ عامه
- گو جو-وون در مجموعۀ تلویزیونی سرزمین آهن محصول شبکۀ ام‌بی‌اس در سال ۲۰۱۰، نقش ای‌جین‌آشی را بازی کرد.